# Abol-Qasem Kaschani

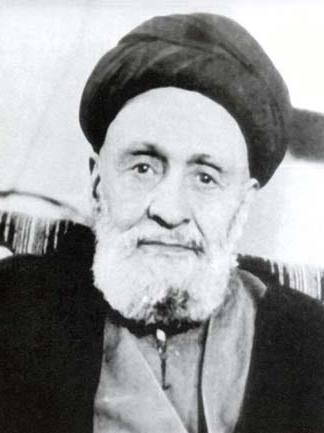
Abol-Ghasem Kaschani

Abol-Qasem Kaschani (auch Abol Ghas[s]em Kas[c]hani, persisch ابوالقاسم کاشانی Abu l-Qāsim Kāschāni, DMG Abū l-Qāsim Kāšānī; * 1882 in Teheran, Iran; † 14. März 1962) war ein iranischer Geistlicher mit dem religiösen Titel Ajatollah und iranischer Parlamentspräsident.

## Leben
1898 reiste Kaschani in Begleitung seines Vaters, eines Mullahs, nach Mekka, um dort eine theologische Ausbildung zu erhalten. Im Ersten Weltkrieg starb sein Vater bei Kämpfen gegen die britische Besatzung, dessen Tod ihn zeit seines Lebens zum erbitterten Feind Großbritanniens werden ließ. 1921 schlug sich Kaschani auf die Seite Reza Khans, wurde danach Abgeordneter des iranischen Parlaments und beteiligte sich 1925 an der Wahl Reza Khans zum Schah.
Während der Anglo-sowjetischen Invasion des Irans wurde Kaschani aufgrund seiner „profaschistische(n) Einstellung“ verhaftet. Kaschani kam erst 1945 nach dem Ende der alliierten Besatzung wieder frei. Bereits 1946 wurde er erneut verhaftet und später von Premierminister Ahmad Qavam wegen der Organisation eines religiös motivierten Aufruhrs des Landes verwiesen. Kaschani war der geistige Führer einer Gruppe junger Geistlicher, die die säkulare Rechtsprechung Irans durch die Sharia ersetzen wollten. Zu seinen Anhängern zählte auch Ruhollah Chomeini. Kaschani hatte enge Verbindungen zu den Fedāʾiyān-e Eslām.
Nach dem Attentat auf Mohammad Reza Schah, im Februar 1949 durch die Fedāʾiyān-e Eslām, wurde der inzwischen wieder in den Iran zurückgekehrte Kaschani erneut verhaftet und nach Intervention von Großajatollah Hossein Borudscherdi in den Libanon verbannt.
Die Wahlen zum iranischen Parlament, Anfang 1950, bescherten dem abwesenden Kaschani einen Abgeordnetensitz und danach seine triumphale Rückkehr in den Iran. Großajatollah Hossein Borudscherdi hatte sich beim Schah für seine  Rückkehr eingesetzt, und der hatte dem Wunsch Borudscherdis entsprochen und die Aufhebung der Ausweisung Kaschanis angeordnet.
Die buchstäbliche Umarmung Kaschanis durch Mohammad Mossadegh bei dessen Rückkehr bescherte dem Iran eine ungewöhnliche Koalition der islamistischen Geistlichkeit mit der linken Nationalen Front. Der Schah nannte dies die Koalition „der Roten und der Schwarzen“ und warnte in vielen seiner späteren Reden vor der Gefahr einer Machtübernahme dieser unheiligen Allianz der Linken mit den Islamisten.
Nach der Ermordung des Premierministers Ali Razmara am 7. März 1951 durch die Fedāʾiyān-e Eslām unterstützte Kaschani die Wahl Mossadeghs zum Premierminister. Dessen Rücktritt und Wiederernennung im Juli 1952 nahm Kaschani zum Anlass, politische Gegenleistungen zu fordern. Am 2. August 1952 wurde Kaschani zum Parlamentspräsidenten gewählt.
Kaschani kündigte das Bündnis mit Mossadegh im Januar 1953 auf Grund der von Mossadegh im Rahmen eines Ermächtigungsgesetzes geforderten Vollmachten, da er in diesem Gesetz einen Bruch der iranischen Verfassung sah. Unter Kaschanis Führung sammelte sich die parlamentarische Opposition. Um eine Mehrheit gegen Mossadegh zu verhindern, verließen die Abgeordneten der Nationalen Front das Parlament, um seine Beschlussfähigkeit zu verhindern. Nach einer verfassungswidrigen Volksabstimmung erklärte Mossadegh in einer Radioansprache das Parlament für aufgelöst, um Kaschani endgültig zu entmachten. Es verwundert daher nicht, dass Kaschani in den Plan, Mossadegh im Rahmen der Operation Ajax als Premierminister abzusetzen, eingeweiht war und ihn auch befürwortete.
Nach dem Sturz Mossadeghs wandte sich Kaschani weiter gegen die ausländische Einflussnahme, insbesondere den neu ausgehandelten Konsortialvertrag mit der AIOC und den US-amerikanischen und niederländischen Ölkonzernen. 1955, mit dem Attentat der Fedajin-e Islam auf den damaligen Hofminister Hossein Ala, wurde Kaschani wieder verhaftet und auf die erneute Intervention des ranghöchsten Geistlichen, Großajatollah und mardschaʿ-e Taghlid Hossein Borudscherdi, freigelassen. Nach seiner Freilassung zog sich Kaschani aus der Politik zurück. An seine Stelle trat nun Chomeini.
Navvab Safavi, der Anführer der Fedajin-e Islam, der ebenfalls nach dem Attentat auf Ala verhaftet worden war, wurde zum Tode verurteilt und im Januar 1956 hingerichtet. Die verbliebenen Mitglieder der islamistischen Gruppe wandten sich nach dem Tod Navvab Safavis an Chomeini, der den Wiederaufbau der Fedajin-e Islam unterstützte. Auch der spätere Richter der Islamischen Republik Iran Sadegh Chalchali wird mit dem Neuaufbau der Fedajin-e Islam in Verbindung gebracht. Die Fedajin-e Islam wurden im Rahmen der Islamischen Revolution Teil der Revolutionären Islamischen Vereinigungen (Dschamiyathaye Mu'talefeh-ye Eslami).

## Wirkung
1948, schon vor seiner Verbannung in den Libanon war Kaschani an der Gründung der Fedajin-e Islam (Die Todgeweihten des Islam), einer Kampf- und Attentatsgemeinschaft gegen Säkularisation, beteiligt. Das Attentat im November 1949 auf Premierminister Abdolhossein Hazhir und im März 1951 auf Premierminister Hadsch Ali Razmara, ausgeführt durch Mitglieder der Fedajin-e Islam, belegt den wachsenden Einfluss Kaschanis auf die iranische Politik, der auch vor Mord nicht zurückschreckte, um seine politischen Positionen durchzusetzen. Allerdings soll Kaschani den Wunsch des Fedajin-e-Islam-Gründers Navab Safavi abgelehnt haben, Religionsminister im Kabinett von Mossadegh zu werden, wonach es einen Bruch zwischen beiden gegeben habe. Kaschani war – wie später Chomeini – kein Anhänger jener quietistischen Haltung, für die der letzte mardschaʿ-e Taghlid, der 1961 verstorbene Hossein Borudscherdi, stand. Kaschani war damit ein Wegbereiter der islamischen Revolution.
Die Annäherung des Schahs an Israel und die Möglichkeit, diplomatische Beziehungen aufzunehmen, beantwortete Kaschani mit: „Solange ich lebe, wird dies nicht passieren“.

## Zitat
„Sind Sie sich bewusst, welche Gefahr für unsere Religion entsteht, wenn Jungen und Mädchen in ein- und demselben Klassenzimmer sitzen. Ist es Gottes Wunsch, dass Bars eröffnet werden. Sollen Frauen als Beamte eingestellt werden, die ein Make-up tragen?“